# Two Hearts
«Two Hearts» es una canción escrita, compuesta e interpretada por el cantante británico Phil Collins. Comenzó a liderar las listas de Estados Unidos y Canadá en febrero de 1989.
Lamont Dozier (de la Motown Holland-Dozier-Holland) también escribió y produjo este tema para la comedia criminal de 1988 Buster. Ganó el Premio Globo de Oro por la mejor canción original junto con la de Carly Simon "Let the River Run" de Working Girl. Se hicieron dos videos musicales: el primero, Phil actuando como un miembro de la banda que consistía en 4 integrantes, y en el otro apareció como protagonista de una lucha contra Ultimate Warrior que apareció en el 1990 Seriously.. Phil Collins US TV Special.

## Músicos
- Phil Collins - voces, sintetizadores y batería
- Michael Landau - guitarra eléctrica
- Freddie Washington - bajo
- Paulinho da Costa - pandereta

## Posicionamiento
| Lista (1988–1989)                            | Máxima posición |
| -------------------------------------------- | --------------- |
| Canadian Singles Chart                       | 1               |
| Dutch Singles Chart                          | 6               |
| Finland (Suomen virallinen lista)            | 13              |
| German Singles Chart                         | 3               |
| UK Singles Chart                             | 6               |
| U.S. Billboard Hot 100                       | 1               |
| U.S. Billboard Hot Adult Contemporary Tracks | 1               |